# جوزيف بروكس (سياسي)
جوزيف بروكس (بالإنجليزية: Joseph Brooks)‏ هو سياسي أمريكي، ولد في 1 نوفمبر 1812 في سينسيناتي في الولايات المتحدة، وتوفي في 30 أبريل 1877 في ليتل روك في الولايات المتحدة. حزبياً، نشط في الحزب الجمهوري. وقد انتخب حاكم أركنساس ‏.